# Pierre Descaves
Pierre Descaves (* 1. Oktober 1924 in Khenchela, Provinz Khenchela, Französisch-Algerien; † 7. Mai 2014 in Neuilly-sur-Seine, Frankreich) war ein französischer Politiker und Mitglied in der terroristischen OAS.

## Leben
Im Zweiten Weltkrieg diente er Frankreich.
Während des Algerienkrieges war er Mitglied der terroristischen Organisation de l’armée secrète (OAS), die die Unabhängigkeit Algeriens ablehnte.
Er schloss sich dem Front National 1983 an.  Zwischen 1986 und 1988 war er gewählter Abgeordneter in der Nationalversammlung als Vertreter von Oise. Erfolglos bewarb er sich zur Wahl des Bürgermeisters von  Noyon 1995. Er saß im Stadtparlament dieser Stadt von 1989 bis 2001.
2009 verließ er die Front National und schloss sich der von Carl Lang gegründeten Parti de la France an.
Er schrieb fünf Sachbücher.
Descaves starb im Mai 2014 im Alter von 89 Jahren im American Hospital of Paris in Neuilly-sur-Seine.

## Bibliographie
- La Guerre des immondes (Paris: Editions Godefroy de Bouillon, 2002).
- Des rêves suffisamment grands (prefaced by Jean-Claude Martinez, Paris: Déterna, 2005).
- La Salsa des cloportes (prefaced by Bruno Gollnisch, Paris: Déterna, 2006).
- Une autre histoire de l’OAS : Topologie d’une désinformation (La Chaussée-d’Ivry: Atelier Fol’Fer, 2008).
- Interdit aux chiens d'aboyer ! (La Chaussée-d'Ivry: Atelier Fol'fer, 2011).